# Lilla Kroktjärnsberget
Lilla Kroktjärnsberget är ett naturreservat i Ljusnarsbergs kommun i Örebro län.
Området är naturskyddat sedan 2014 och är 70 hektar stort. Reservatet omfattar två bergshöjder och en skarp bergsbrant. Reservatet består av barrskog med inslag av torra tallar på höjderna, av lövträd på branterna och längst ner av granskog och gransumpskog.